# 暗处的女儿
《暗处的女儿》（英語：The Lost Daughter）是一部 2021 年的心理剧情片，由玛吉·吉伦哈尔编剧和导演，改编自埃琳娜·费兰特的同名小说。 这部电影由奧莉薇雅·柯爾曼、达科塔·约翰逊、傑西·伯克利、保罗·梅斯卡尔、达格玛拉·多明奇克、杰克·法辛、奥利弗·傑克森-科恩、彼得·萨斯加德和艾德·哈里斯主演。 科尔曼还担任这部电影的执行制片人。 主角勒达以 W. B. 叶芝的诗歌《勒达与天鹅》中的女人命名，该诗取材于希腊神话中的勒达故事。

## 演员
- 奧莉薇雅·柯爾曼 饰演 Leda Caruso
  - 傑西·伯克利 饰演 年轻的Leda Caruso
- 达科塔·约翰逊 饰演 Nina
- 艾德·哈里斯 饰演 Lyle
- 彼得·萨斯加德 饰演 Hardy教授
- 达格玛拉·多明奇克 饰演 Callisto "Callie"
- 保罗·麦斯卡 饰演 威尔
- 罗宾·艾尔威尔 饰 Bianca
  - 艾莉·詹姆斯 饰演 年长的比安卡（配音）
- 艾莉·布莱克 饰 Martha
  - 伊莎贝尔·德拉-波尔塔 饰演 年长的玛莎（配音）
- Jack Farthing 饰演 Joe
- 奥利弗·傑克森-科恩 饰演 Toni
- 雅典娜·马丁 饰 Elena
- 帕诺斯·科罗尼斯 饰演 瓦西里
- Alexandros Mylonas 饰演 Cole 教授
- 艾芭·羅爾瓦雀 饰演 女徒步旅行者
- Nikos Poursanidis 饰 男性徒步旅行者

## 外部連結
- 互联网电影数据库（IMDb）上《暗处的女儿》的资料（英文）